# (11051) Racine
(11051) Racine ist ein Asteroid des Hauptgürtels, der am 15. November 1990 vom belgischen Astronomen Eric Walter Elst am La-Silla-Observatorium (IAU-Code 809) der Europäischen Südsternwarte in Chile entdeckt wurde.
Der Asteroid wurde am 28. September 1999 nach dem französischen Dramatiker Jean Racine (1639–1699) benannt, der in Frankreich zu den bedeutendsten Autoren der französischen Klassik und als größter Tragödienautor neben oder gar vor Pierre Corneille gilt.